# Кам'янець-Подільська науково-дослідна кафедра природи, сільського господарства й культури Поділля
Кам'янець-Подільська науково-дослідна кафедра природи, сільського господарства й культури Поділля — науково-дослідна установа, заснована 1922 при Кам'янець-Подільському інституті народної освіти (див. Кам'янець-Подільський державний університет) під керівництвом П.Клименка, згодом Ф.Кондрацького. Спочатку мала історичну (кер. І.Любарський) та економічну (кер. В.Геринович) секції, згодом — секції природи (голова О.Красовський), сільського господарства (голова Д.Донський) і культури (голова І.Любарський). При кафедрі діяли семінари вищого типу із загальної методики та краєзнавства, педагогіки та прикладного мовознавства. Тут працювали Н.Гаморак, В.Геринович, В.Зборовець, С.Моргенштерн, П.Неселовський, Ю.Філь та ін.
Співробітниками кафедри проводилися дослідження соціально-економічного розвитку, мови, історії революційних рухів, флори, фауни, ґрунтів Поділля.
Видала 1-й т. «Записок…» (1929) та окремі праці співробітників.
Припинила діяльність на початку 1930-х рр.